# Elecciones federales de Alemania de 1887
Las elecciones parlamentarias de Alemania de 1887 se llevaron a cabo el 21 de febrero de 1887. El Partido Nacional Liberal se convirtió en el partido con mayores ganancias del Reichstag, al ganar 98 de los 397 escaños, mientras que el Partido del Centro, anteriormente el partido más grande, se redujo a 98 escaños y empató con el NLP.  La participación electoral fue del 77,5%.

## Resultados
| #  | Partido político      | Votos     | % de votos válidos | Escaños | Variación (escaños) |
| -- | --------------------- | --------- | ------------------ | ------- | ------------------- |
| 1  | NLP                   | 1.651.288 | 21.9%              | 98      | +48                 |
| 2  | Zentrum               | 1.501.774 | 19.9%              | 98      | -1                  |
| 3  | KP                    | 1.147.200 | 15.2%              | 80      | +2                  |
| 4  | DFP                   | 951.861   | 12.6%              | 32      | -34                 |
| 5  | SPD                   | 763.102   | 10.1%              | 11      | -13                 |
| 6  | DRP                   | 736.389   | 9.8%               | 41      | +13                 |
| 7  | ELP                   | 233.685   | 3.1%               | 15      | =                   |
| 8  | PP                    | 227.835   | 3.0%               | 13      | -3                  |
| 9  | DHP                   | 119.441   | 1.6%               | 4       | -7                  |
| 10 | Otros partidos        | 208.365   | 2.8%               | 5       | -                   |
|    | Votos nulos/en blanco | 29.770    | -                  | -       | -                   |
|    | Total                 | 7.570.710 | 100.0%             | 397     | =                   |

Fuente: Wahlen in Deutschland